# Кузен, Жермен
Святая Жерме́н Кузе́н (фр. Germaine Cousin; 1579[…], Пибрак или Фрузен — 15 июня 1601, Пибрак), также известная как Ге́рмана из Пибрак (фр. Germaine de Pibrac) — французская святая.
Родилась с деформированной рукой и золотухой, в младенчестве потеряла мать. Вторая жена отца Жермен невзлюбила девочку и жестоко с ней обращалась. Она отослала её подальше от фермы работать пастушкой, ночью Жермен спала в конюшне или на подстилке из виноградных лоз на чердаке. Жермен рано научилась смирению и терпению. Практиковала множество аскез в качестве возмещения за кощунства, совершённые еретиками в соседних церквях. Часто совершала таинства Покаяния и Евхаристии. Деревенские жители посмеивались над её набожностью, но вскоре насмешки сменились благоговением, когда люди увидели знаки божественной благосклонности, окружавшие девушку.
Зимой брод в местной реке был временами был непроходим после сильных дождей или таяния снега. Несколько раз люди видели, как воды расступались перед Жермен, давая ей пройти, не намочив одежды. Несмотря на собственную бедность, она всё равно помогала бедным, делясь с ними своим пайком хлеба. Согласно одной легенде, однажды зимой, когда за ней гналась мачеха, обвинившая её в краже хлеба, девушка раскрыла передник и из него выпали свежие летние цветы. Эти цветы она преподнесла мачехе в знак прощения.
В конце концов отец увидел несправедливое отношение второй жены к падчерице, запретил жене издеваться над девушкой и хотел позволить ей жить в доме с другими своими детьми. Тем не менее Жермен просила оставить всё как есть. Однажды утром в начале лета 1601 года она не встала в обычное время, а отец, пришедший разбудить дочь, обнаружил её мёртвой на тюфяке из виноградных веток. На момент смерти ей было всего 22 года.
Беатифицирована 7 мая 1864 года папой Пием IX, канонизирована им же 29 июня 1867 года.
День памяти — 15 июня.